# 함안 대송리 늪지식물
함안 대송리 늪지식물은 대한민국 경상남도 함안군 법수면 대송리에 있는 늪지대에 사는 식물이다. 대한민국의 천연기념물 제346호로 지정되어 있다. 이 늪지대는 남강을 끼고 발달했으며, 광주 안씨 가문이 정착하면서 이곳을 보존하여 지금까지 남아있게 되었다.